# Teinostoma funiculatum
Teinostoma funiculatum là một loài ốc biển nhỏ, thuộc họ Turbinidae.

## Phân bố
Đây là loài đặc hữu của São Tomé và Príncipe.